# Castel Condino
Castel Condino település Olaszországban, Trento megyében. Lakosainak száma 223 fő (2023. január 1.). Castel Condino Borgo Chiese, Valdaone és Pieve di Bono-Prezzo községekkel határos.

## Népesség
A település népességének változása:
| Lakosok száma | 227  | 231  | 223  |
|               | 2017 | 2018 | 2023 |